# Fischhausen (Schliersee)

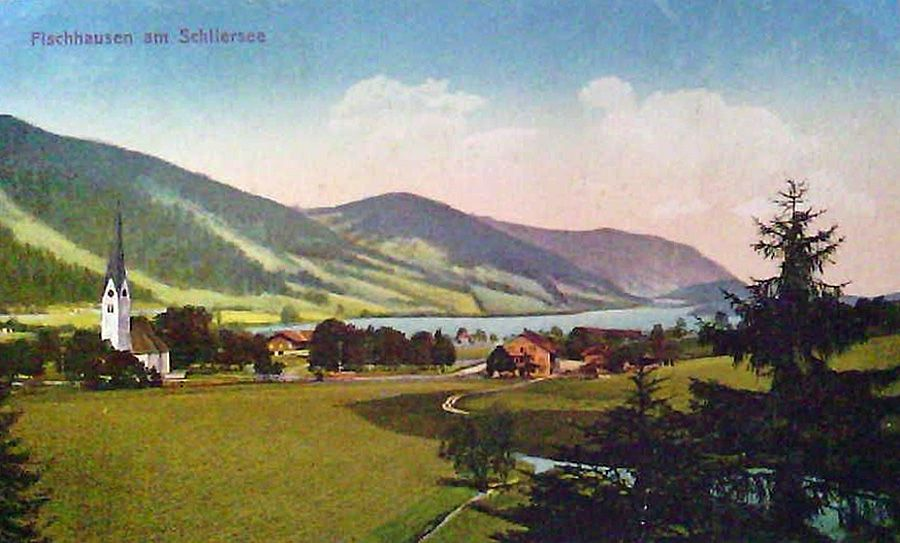
Fischhausen auf einer Postkarte von 1919

Fischhausen ist ein Gemeindeteil des Marktes Schliersee im oberbayerischen Landkreis Miesbach. Es ist wie die übrigen Gemeindeteile von Schliersee ein beliebter Erholungsort.

## Geographie
Das Kirchdorf Fischhausen liegt zwischen dem Südufer des Schliersees und dem Schlierseer Gemeindeteil Neuhaus. Die Entfernung zum Schlierseer Gemeindezentrum beträgt etwa zweieinhalb Kilometer. Nach Osten wird Fischhausen vom Hirschgröhrkopf (1260 m) und nach Westen vom Brunstkogel (1251 m) gerahmt.
Fischhausen wird durch das am Ostufer des Sees verlaufende Mittelstück der Bundesstraße 307 erschlossen. Seit 1911 existiert der Haltepunkt Fischhausen-Neuhaus der  Bahnstrecke Schliersee–Bayrischzell am Westufer des Sees.

## Tradition

### Skisport
1888 benutzte der aus München stammende Buchhändler und Verleger August Finsterlin seine von einer Reise nach Finnland mitgebrachten Ski in Fischhausen als Erster in den bayrischen Alpen. Fischhausen wurde damit zur Wiege des alpinen Wintersports in Bayern. Finsterlin wurde nach Kauf des Högerhofs 1891 in Fischhausen ansässig, gab eine erste Fachzeitschrift Der Schneeschuh heraus und förderte den Skisport. 1907 wurden dort erstmals die Bayerischen Skimeisterschaften ausgetragen.

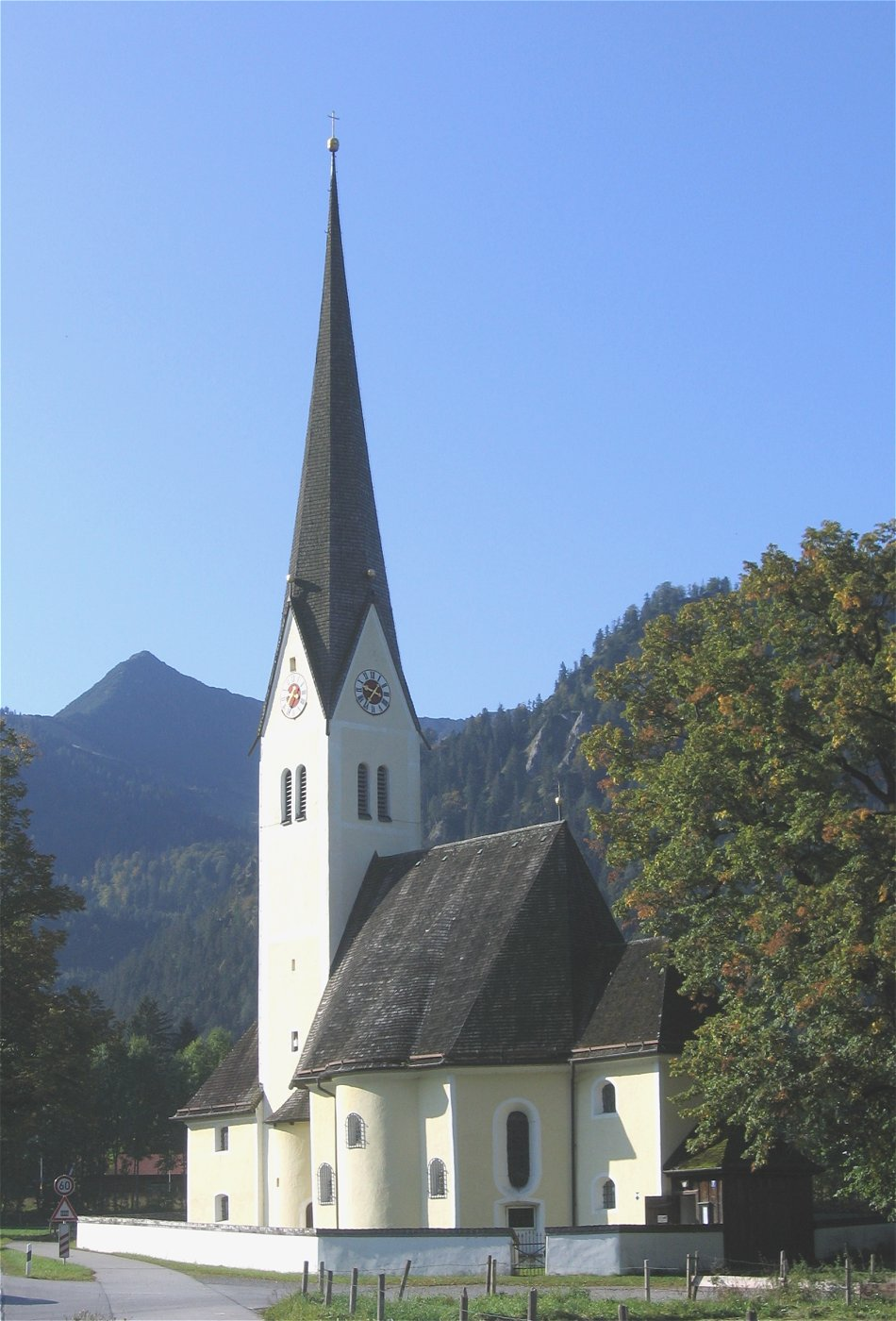
Kirche St. Leonhard (2007)
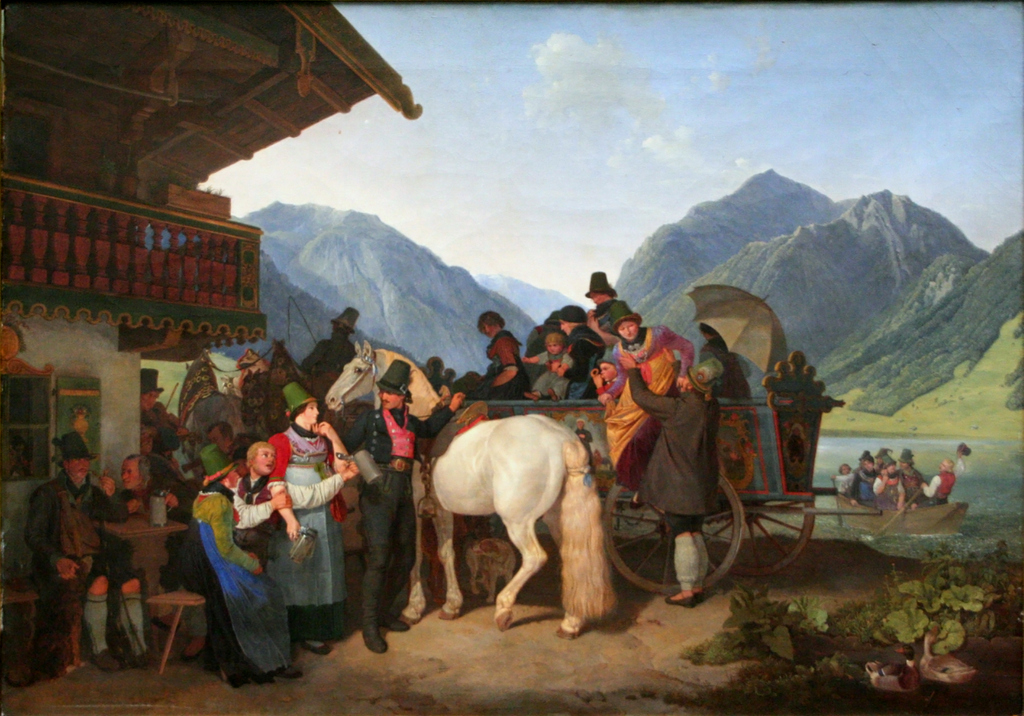
Leonhardsfest in Fischhausen Gemälde von P. von Hess, 1825

### Leonhardifahrt
Obwohl die Kette als Heiligenattribut des heiligen Leonhard sich ursprünglich auf eine Gefangenenbefreiung bezog, wurde sie in Bayern seit dem Mittelalter als Viehkette interpretiert und St. Leonhard als Schutzpatron des Viehs und speziell der Pferde angesehen. Das führte zu seinem Gedenktag am 6. November oder am folgenden Wochenende zu Leonhardi-Wallfahrten als Ritt oder Wagenfahrt mit anschließender Festlichkeit.
In Schliersee findet die traditionelle Leonhardifahrt seit dem 17. Jahrhundert statt. Die Reiter und die festlich geschmückten Wagen bewegen sich von der Ortsmitte von Schliersee entlang des Sees zur St. Leonhardskirche in Fischhausen, wo ein Gottesdienst im Freien gehalten wird und Pferde und Wallfahrer gesegnet werden.

## Baudenkmäler
- Filial- und Wallfahrtskirche St. Leonhard
- Burgruine Hohenwaldeck